# Kanton Vic-sur-Cère
Vic-sur-Cère is een kanton van het Franse departement Cantal. Het kanton maakt deel uit van het arrondissement Aurillac.

## Gemeenten
Het kanton Vic-sur-Cère omvatte tot 2014 de volgende 12 gemeenten:
- Badailhac
- Carlat
- Cros-de-Ronesque
- Jou-sous-Monjou
- Pailherols
- Polminhac
- Raulhac
- Saint-Clément
- Saint-Étienne-de-Carlat
- Saint-Jacques-des-Blats
- Thiézac
- Vic-sur-Cère (hoofdplaats)

Door de herindeling van de kantons bij decreet van 13 februari 2014, met uitwerking op 22 maart 2015 werd het kanton uitgebreid met volgende 11 gemeenten:
- Giou-de-Mamou
- Labrousse
- Lascelle
- Mandailles-Saint-Julien
- Saint-Cirgues-de-Jordanne
- Saint-Simon
- Teissières-lès-Bouliès
- Velzic
- Vézac
- Vezels-Roussy
- Yolet